# AtlasGlobal Украина
Atlasjet Украина (Атласджет Украина) — украинская авиакомпания, выполняющая регулярные пассажирские перевозки из городов Украины в Стамбул. Базируется в междунаро́дном аэропорту́ «Львов» имени Даниила Галицкого.

## История

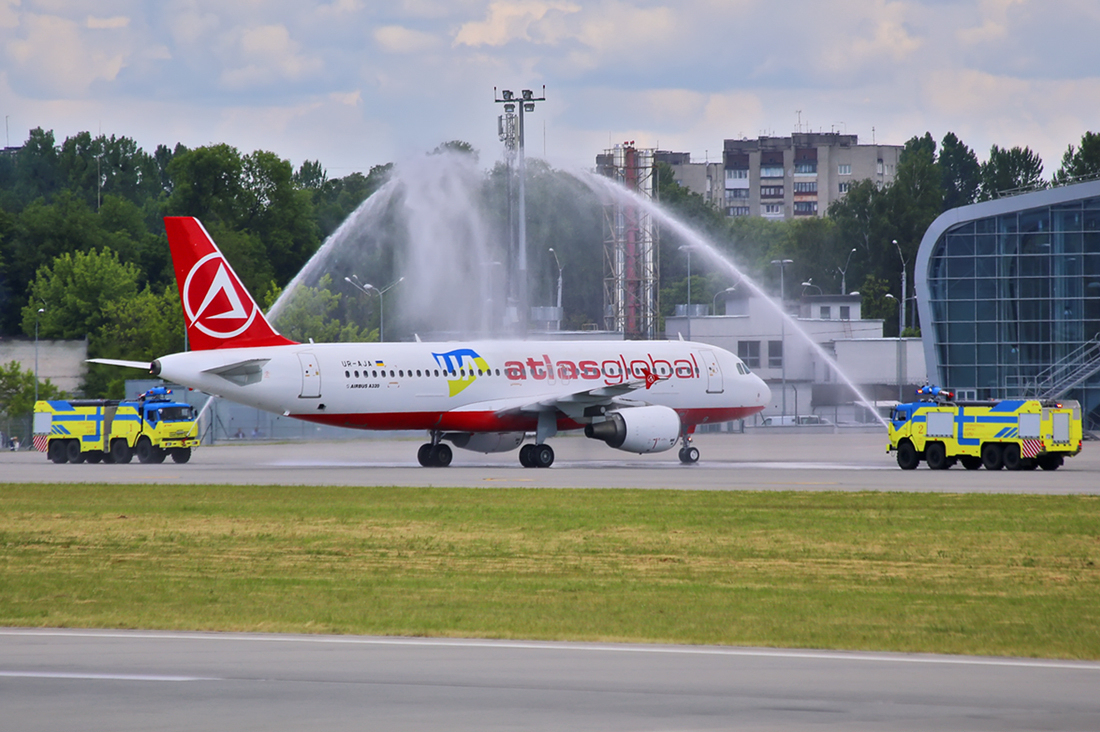
Airbus A320 Авиакомпании Атласджет Украина (ТМ Atlasglobal) в Аэропорту Львова.

Авиакомпания Атласджет Украина зарегистрирована 30 сентября 2013 во Львове. Её уставный фонд составляет 7990  тыс. гривен, причем 4  млн гривен внесла турецкая авиакомпания Atlasglobal, еще 3,2  млн гривен   — львовская ООО «АИС Групп Украина», остальные  — трое физических лиц.
В апреле 2014 года Атласджет Украина получила сертификат эксплуатанта на выполнение коммерческих воздушных авиаперевозок от Государственной авиационной службы Украины и лицензию для оказания услуг по перевозке пассажиров и грузов воздушным транспортом.
С мая 2015 авиакомпания начала использовать торговую марку Atlasglobal.
30 сентября 2015 авиакомпания начала выполнять международные регулярные рейсы из Стамбула в Харьков и в обратном направлении. 1 октября 2015 Атласджет Украина открыла регулярные рейсы из Стамбула во Львов, а с 25 октября того же года в Запорожье и заняла свою устойчивую позицию на отечественном рынке авиаперевозок.
В марте 2016 авиакомпания успешно прошла процедуру аудита "Международной ассоциации воздушного транспорта" (IATA) на соответствие современным требованиям эксплуатационной безопасности. Аудит был проведен французской компанией Quali-Audit. По итогам успешного прохождения аудита, Аласджет Украина была внесена в реестр операторов IOSA, получив Сертификат оператора IOSA (IATA Operational Safety Audit) сроком до 25 марта 2018 года.
27 марта 2016 авиакомпания увеличила частоту полетов из Харькова в Стамбул до 7 раз в неделю.
18 марта 2020 года Госавиаслужба Украины запретила выполнение пассажирских и грузовых перевозок авиакомпании. Согласно приказу, авиакомпания должна прекратить деятельность с 00:00 29 марта 2020 года.
В состав воздушного флота авиакомпании входят 2 самолета моделей Airbus A320/200.